# Nikolai Alexandrowitsch Schilow
Nikolai Alexandrowitsch Schilow, russisch Никола́й Алекса́ндрович Шилов, (* 10. Juli 1872 in Moskau; † 17. August 1930 in Gagra) war ein russischer Chemiker.
Schilow studierte von 1890 bis 1895 Chemie an der Lomonossow-Universität und war dann zum weiteren Studium in Heidelberg und Leipzig (bei Wilhelm Ostwald). 1901 wurde er habilitiert und wurde Dozent an der Lomonossow-Universität, war aber nochmals 1902 bis 1904 in Leipzig. 1910 wurde er Professor am Polytechnikum in Moskau und außerdem lehrte er am Gewerbeinstitut. Er richtete sein Labor für physikalische Chemie mit Geräten aus Manchester (durch Kontakte zu Ernest Rutherford) und Paris (Kontakte zu Marie Curie) ein.
Im Ersten Weltkrieg befasste er sich mit Nikolai Dmitrijewitsch Selinski mit dem Schutz vor militärischen Giftgasen (Gasmasken u. a.). Dabei befasste er sich auch mit Absorption in Kohle und stellte Absorptionsreihen für Elektrolyte analog zur elektrolytischen Spannungsreihe auf.
Er befasste sich mit der Kinetik chemischer Reaktionen und besonders Oxidationsreaktionen.
Später befasste er sich mit physikalisch-chemischen Aspekten der Arteriosklerose.

## Schriften
- Maßanalyse (Russisch), 1929